# Varano-tó
A Varano-tó (olaszul Lago di Varano) Olaszország Puglia régiójában található, Foggia megyében, a Gargano-félsziget északi oldalán. Területe 60,5 km², ezzel Dél-Olaszország legnagyobb tava.

## Földrajza
A Gargano-hegység északi oldalán fekvő tó lényegében egy lagúna. Trapéz alakú, kb. 10 km hosszú és 7 km széles. A Monte d'Elio és a Rodi Garganico-fok közötti mészkőmedencében terül el. Mélysége változó: 2 és 5 méter között. Az Adriai-tengertől egy 10 km hosszú és 1 km széles túrzás választja el, melyet erdőség borít. A tó vízutánpótlását két vízalatti forrás biztosítja. A tengerrel két csatornán keresztül van kapcsolata: Varano-csatorna és Capojale-csatorna. A tó partján Cagnano Varano, Carpino és Ischitella községek osztoznak.

## Keletkezése
idősebb Plinius feljegyzéseiből tudni, hogy az i. e. 1. században egy öböl létezett a mai tó területén. A tenger által lerakott hordalékból egy turzás épült, mely folyamatosan leválasztotta a tavat a tengertől. A tó valószínűleg a 11. században alakult ki.

## Fordítás
- Ez a szócikk részben vagy egészben  a   Lago di Varano című olasz Wikipédia-szócikk ezen változatának fordításán alapul.  Az eredeti cikk szerkesztőit annak laptörténete sorolja fel. Ez a jelzés csupán a megfogalmazás eredetét és a szerzői jogokat jelzi, nem szolgál a cikkben szereplő információk forrásmegjelöléseként.